# ピエール・モンテ

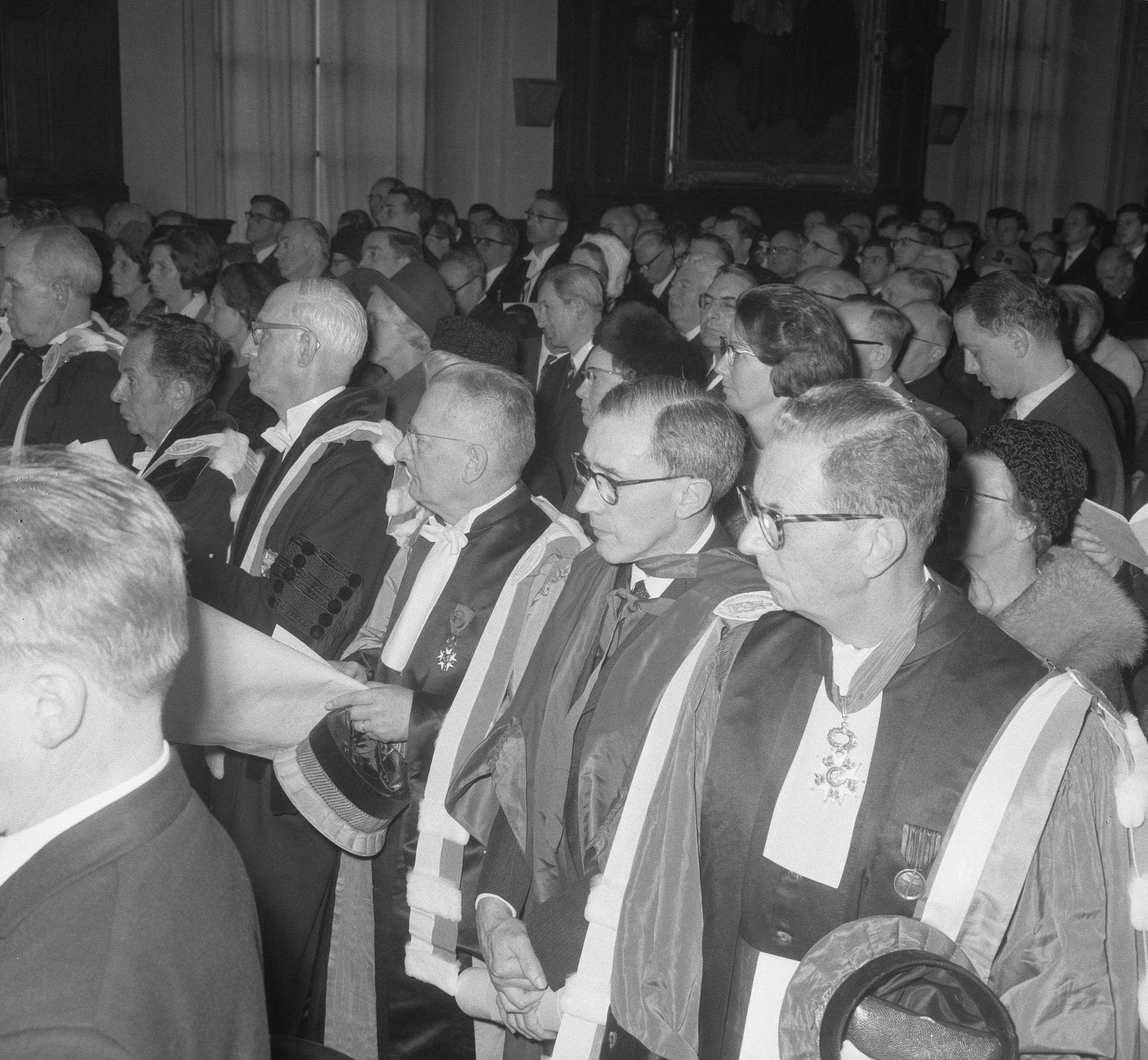
ピエール・モンテ（1966年）

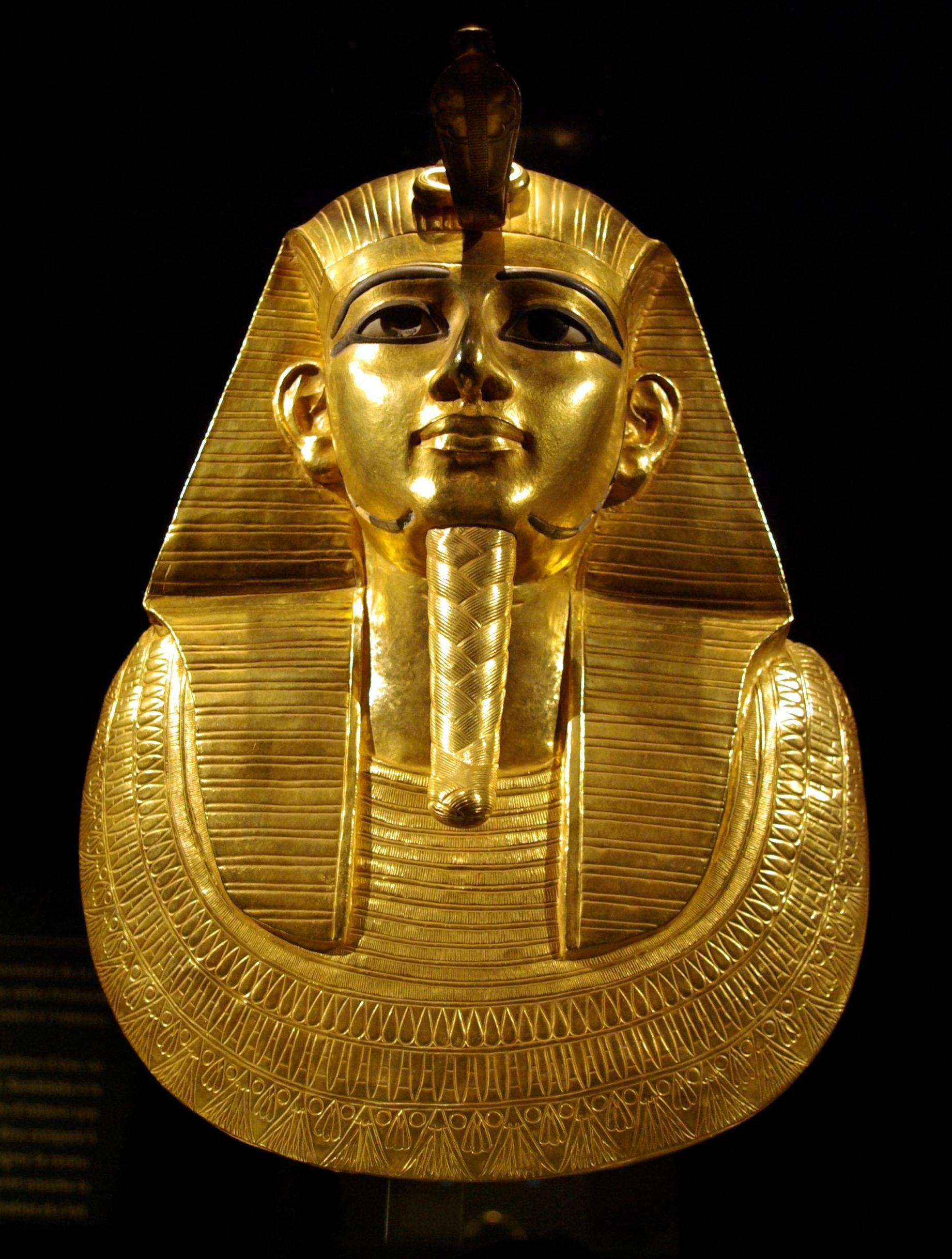
プスセンネス1世の黄金マスク（1940年にモンテが発掘）

ピエール・モンテ（Jean Pierre Marie Montet, 1885年6月27日 - 1966年6月19日）は、フランスのエジプト学者。

## 略歴
フランス東部、オーヴェルニュ＝ローヌ＝アルプ地域圏ローヌ県のヴィルフランシュ＝シュル＝ソーヌに生まれる。リヨン大学において、エジプト学者のビクター・ロレに師事。
1921年から1924年にかけて、レバノンのビブロス（現在のジュベイル）で発掘活動に従事し、エジプト中王国時代の支配者の墓を発掘した。また、1929年から1939年にはエジプトのタニスで発掘活動に従事し、第21王朝および第22王朝の王室のネクロポリスを発見した。そこでの発見は、王家の谷にあるツタンカーメンの墓とほぼ同じであった。1939年から1940年に従事したエジプト発掘において、モンテはタニスの3人のファラオ（プスセンネス1世、アメンエムオペト、シェションク2世）の完全に損傷の無い墓と、部分的に略奪されたタケロト1世の墓を発見した。タケロト1世の墓には、タケロトの父オソルコン1世の金のブレスレットとハート・スカラベが含まれていた。モンテはまた、完全に略奪された状態のオソルコン2世の墓と、部分的に略奪された状態の王子ホーナハト（オソルコン2世の息子）の墓も発見した。1940年5月、第二次世界大戦が勃発した影響で、発掘作業を中断。戦後、モンテはタニスでの発掘活動を再開し、1946年にプスセンネス1世に仕えたウェンジェバウエンジェドの損傷の無い墓を発見した。
大学教員としては、1919年から1948年までストラスブール大学でエジプト学の教授を務め、その後1948年から1956年までパリのコレージュ・ド・フランスに勤務した。
1966年6月19日、パリにて死去。